# Église de la Trinité de Kargopol
L'église de Trinité (en russe : Троицкая церковь (Каргополь)) est une église orthodoxe située au nord de la ville de Kargopol, dans l'oblast d'Arkhangelsk, en fédération de Russie. L'église est classée dans la liste de l'héritage culturel patrimonial de la fédération de Russie sous le n°29141015342006.

## Histoire
(L'infobox indique une date de fondation en 1790 : d'où cela vient, sources ? cohérence avec les catégories ?)
C'est une église à deux niveaux. À l'origine, elle était, comme le veut souvent la tradition en Russie, à cinq coupoles. Après 1878, sa partie supérieure a été reconstruite selon un nouveau plan.
L'église possédait une icône d'un saint local : Alexandre Ochevenski, dont le monastère se situe près de la ville de Kargopol : le monastère Alexandre Ochevenski.
À la fin des années 1980, l'église a été transférée à l'usage[style à revoir] du musée-réserve d'histoire, d'architecture et des beaux-arts de la ville de Kargopol.

## Architecture et décoration
L'église est construite dans un style provincial classique avec certains éléments baroques. 
Le volume principal de l'édifice se présente comme un cube massif à trois niveaux de fenêtres, dont les plus hautes sont octogonales (comme c'est le cas à l'église Saint-Jean-Baptiste de Kargopol aux caractéristiques baroques). Après un incendie en 1878, le cube a été remplacé par une énorme coupole de style byzantin, dont le tambour est percé de 16 fenêtres.